# Levensloopbestendig wonen
Levensloopbestendig wonen betreft het zelfstandig wonen en nodige zorg zelfstandig tot zich nemen. Dit volgens het concept van Humanitas in Rotterdam.
Voorbeelden: Schiebroekse Parkflat, Gerard Goosenflat en de Brinktoren. Het betreft sociale woningbouw met een vaste basis. Het zijn dan relatief luxueuze woningen zonder aantasting van de betaalbaarheid.